# Cyanopepla glaucopoides
Cyanopepla glaucopoides är en fjärilsart som beskrevs av Walker 1854. Cyanopepla glaucopoides ingår i släktet Cyanopepla och familjen björnspinnare. Inga underarter finns listade i Catalogue of Life.